# El Campello
El Campello és un municipi costaner del País Valencià, pertanyent a la comarca de l'Alacantí i a l'àrea metropolitana d'Alacant-Elx.
| Busot Montnegre     | Aigües                   | La Vila Joiosa   |
| Mutxamel Alacant    |                          | Mar Mediterrània |
| Sant Joan d'Alacant | Mar Mediterrània Alacant | Mar Mediterrània |

## Història
El Campello és l'eixida natural a la mar de la línia Biar-Busot; esta demarcació geogràfica va servir a Jaume I per a establir la frontera sud del seu regne en el segle xiii per mitjà del Tractat d'Almizra: Biar, Xixona, Busot i el Campello formaven esta fita. Al Llibre dels Fets de Jaume I, el Campello no apareix, perqué el municipi té un terme municipal jove que es resultat de l'emancipació de les partides rurals menys productives de l'horta del terme d'Alacant.
Pel que fa a la història antiga, les restes més importants de presencia humana es troben als jaciments de la Illeta, illot unit a la costa per un freu. Allí es solapen restes de l'edat del bronze valencià, del substrat ibèric, de la civilització romana... Cada cultura va assimilar l'anterior i va deixar alguna mostra notable de la seua presència: soterrars, forns, un poblat, banys o temples, algunes d'estes troballes s'exposen a l'actualitat al MARQ.
Després de la conquesta cristiana de la zona pel rei castellà Alfons X el Savi a mitjan segle xiii, el terme del Campello, pel que sembla sense nuclis de població significatius, va passar a formar part del terme de la vila d'Alacant, dins de la Corona de Castella. La frontera entre les corones castellanes i aragoneses es trobaven en la zona nord del municipi; arran d'esta condició fronterera inicial, entre les localitats del Campello i La Vila Joiosa (17 km al nord) no es troba cap nucli de població (llevat de les zones d'urbanitzacions construïdes a final del segle xx), el que contrasta amb l'alta densitat de població de la província d'Alacant. El 1304 la frontera de la Corona d'Aragó es va desplaçar cap al sud, de forma que El Campello va passar a dependre, junt a Alacant, del Regne de València per la Sentència Arbitral de Torrellas. En 1475, tots els terrenys del terme apareixien formant un senyoriu propietat de don Alfonso Martínez de Vera, descendent dels Reis de Navarra, dins sempre de la jurisdicció d'Alacant.
La torre de la Illeta, és una torre de vigilància del segle xvi, construïda entre el 1554 i el 1557, des d'on mirant a llevant, podem vore la torre de Reixes també anomenada torre del Barranc d'Aigües. L'ús d'estes torres era per controlar els nombrosos intents d'invasió i saqueig dels pirates barbarescos, habituals en aquells temps. El sistema de comunicació consistia en fogueres que es feien des de les torres de nit. La torre, encara en peu, es troba en una elevació a l'altura del port.
Després de passar per diverses mans, en el segle xviii la primogenitura va acabar sent propietat de don Nicolás Pérez de Sarrió, qui va començar a colonitzar les terres municipals, i en 1775 es firmaren les bases per a crear un poble en el lloc. En 1795, es va establir una drassana en la desembocadura del Riu Montnegre, donant així un gran impuls al Barri de Pescadors. En 1827, el servici religiós va passar a dependre de la parròquia de Sant Joan, fins a l'establiment d'una parròquia pròpia en 1873. L'11 d'abril de 1901 foren deslligades del municipi d'Alacant les partides del Fabraquer, Aigües Baixes, Baranyes i el Campello; tot i ser la partida d'extensió més menuda, el Campello era la que tenia un nucli de població i alcalde pedani, fet que propicià que es convertira en el cap i casal del nou municipi.
El 1914, es va construir la línia de ferrocarril Alacant-Dénia (el descendent del qual és el TRAM Metropolità d'Alacant) que passava per la localitat, contribuint en gran manera al desenvolupament econòmic i urbanístic del municipi.
Tradicionalment, el Campello ha estat un poble agrícola i mariner. Durant el primer terç del segle
XX, va ser l'època més important en referència a la pesca, tot i que els campellers navegaven a vela i a rem sense cap instrument de navegació. La mar donava faena a més de la mitat de la població. Però la Guerra Civil va trencar la dinàmica i, tot i que a la postguerra es reiniciaren les activitats marineres, la pesca comença a dispersar-se. Actualment es conserva de forma presencial, encara que el Campello disposa d'un nou port pesquer i d'una llotja. També compta amb un club nàutic.
Pel que fa a l'agricultura, el Campello comptava amb una horta rica i variada que disposava de molta aigua. No obstant, durant el segle xx, l'agricultura s'ha transformat cap a la producció intensiva en hivernacles. El secà ha quedat reduït a la presència escassa d'ametlers, oliveres i garrofers.
El treball de l'espart ha tingut una forta tradició i ha complementat l'economia campellera en èpoques de crisi. L'espart creixia a les llomes de Xixí, Amerador, la Coveta i en les llomes de Reixes. El treball de filar era de dones i xiquets s'ocupaven; després el barataven o venien a les fàbriques d'estores de Crevillent o altres pobles del Vinalopó Mitja.
En referència al treball de l'espart, picar-lo amb les maces per a reblanir-lo i
aconseguir la flexibilitat adequada ha quedat reflectida a la següent dita:
| « | Al Campello, el filet i la maceta no paren | » |

A esta famosa sentència s'afegia: 
| « | I a Aigües estan els banys per als que estan tocats de l'ala | » |

A partir dels anys 50 del segle passat, va arribar el turisme que junt a la proximitat d'Alacant han canviat profundament la fisonomia del municipi, fent que el turisme es convertira, sens dubte, en la primera font de riquesa i l'eix vertebrador de l'economia local; a propiciat l'aparició d'un teixit comercial basat en els servicis, la construcció, els transports, els hotels, oferta d'oci o el xicotet comerç.

## Geografia
El terme municipal del Campello, de 55,27km², fita de nord a sud amb els municipis de La Vila Joiosa, Orxeta, Aigües, Busot, Mutxamel, Sant Joan d'Alacant i Alacant.
El relleu del municipi consta d'una planura a la zona sud. Al centre, el nucli urbà es troba creuat pel riu Montnegre o Sec, la major part de l'any amb un cabal nul, excepte quan existixen fenòmens de gota freda quan arriben a la desembocadura grans avingudes d'aigua. Mentre que a la zona nord ve condicionada pel Cabeçó d'Or o la Serralada de la Ballestera, sent L'Alt del Blanquinar el punt més alt del terme municipal amb 455 msnm.
El litoral, al sud consta d'extenses platges de sorra blanca i fina que s'encreua més al nord amb la desembocadura del riu Sec. Aquesta part de la costa es troba totalment urbanitzada, ja que hi ha construïdes diverses urbanitzacions i discorre una de les línies del TRAM Metropolità d'Alacant. A l'altura del nucli urbà hi ha construït un passeig marítim junt a la Platja del Carrerlamar (la més cèntrica de tot el terme); en estar al centre de la localitat la costa es troba coberta per alts edificis d'apartaments amb locals de restauració i oci als seus baixos. Al final de la platja es troba el Port del Campello que disposa d'una de les llotges de peix més actives de tot el País Valencià. També existixen serveis de viatgers fins a l'illa de Tabarca a més de ser port esportiu amb amarratges per a iots i vaixells petits.

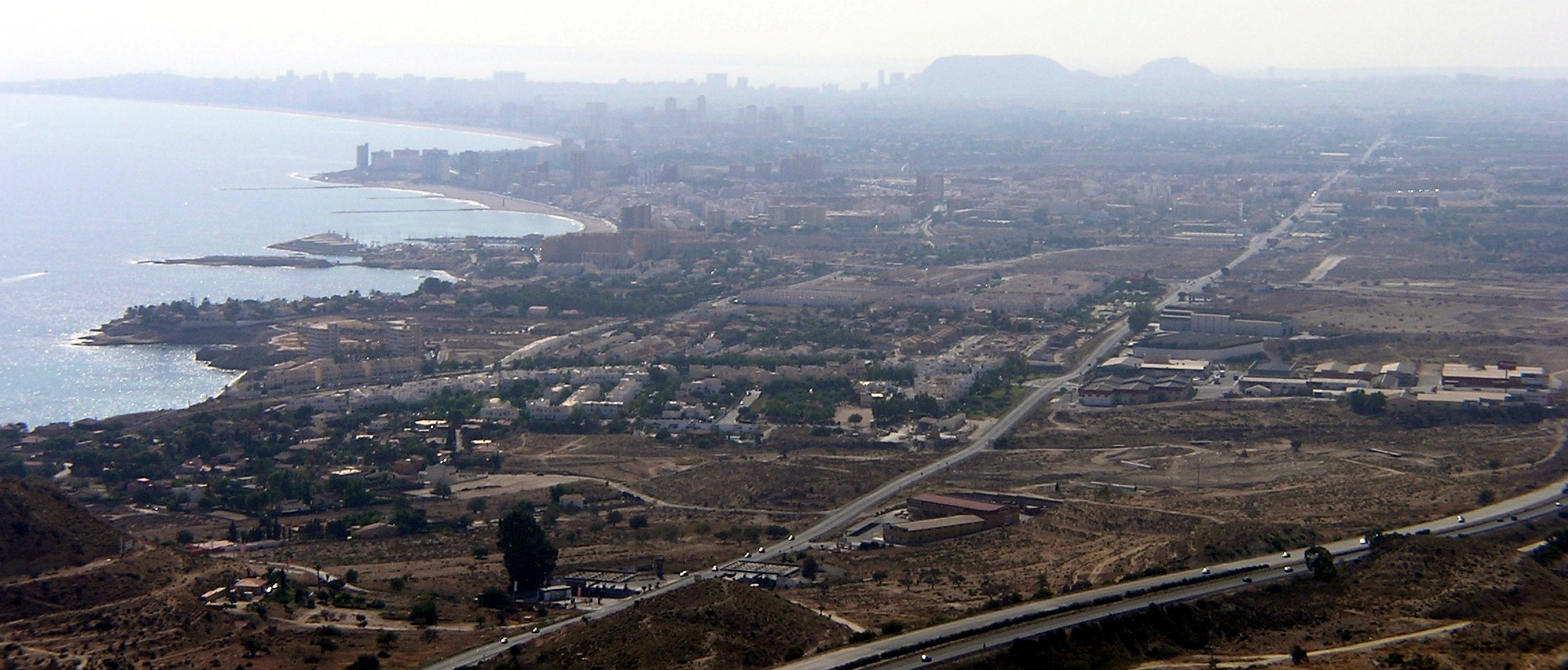
Vista aèria del nucli urbà del Campello

Al nord del municipi, la costa és més accidentada i podem trobar cales o platges rocalloses, a més de nombrosos penyasegats. Aquesta part de la costa campellera és de difícil accés, ja que es troba d'alguna forma tallada pel pàs de les carreteres AP-7 i N-332, i també per una de les línies del TRAM Metropolità d'Alacant. Existixen diverses urbanitzacions en esta zona (com per exemple L'Almadrava, La Coveta Fumà o Pueblo Acantilado) que normalment són ocupades només a l'estiu per forasters, ja siguen estrangers o ciutadans de la resta de l'Estat espanyol.

## Orografia[1]
| - Banys de la Reina - Clot de l'Illot - Cova del Llop Marí - Coves de les Cateles - Coves d'en Mateu - El Barranc de les Bigues - El Castellet - El Freu - El Pantanet - El Racó de l'Amerador - El Racó de la Sofra - Els Picalons - Foies d'en Gomis - La Coixeta | - La Foia Ampla - La Illeta - La Llengua - La Penyeta - Lloma de les Colmenes - Lloma Redona - Llomes de Reixes - Llomes de Xixí - Llometa Llarga - Morro de la Bassa - Morro de Maxaco - Morro del Senyor - Muntanya de Sevila - Pla de Barraques | - Pla de Caldereta - Pla de l'Amerador - Pla de la Melona - Pla del Mesell - Plans del Dissabte - Platja de l'Almadrava - Platja d'Amerador - Platja d'Horta - Platja de la Illeta - Platja del Carrer de la Mar - Platja del Carritxal - Platja del Trajo - Punta del Barranc d'Aigües - Punta del Llop Marí | - Punta del Riu - Punta dels Banyets - Puntes de Goçalbes - Racó de Bernabeu - Racó de la Vela - Racó de Paià - Racó de Pau - Racó de Roc - Racó de Tous - Serra de Bonalba - Serra de la Ballestera |

## Hidrografia natural[1]
| - Barranc d'Aigües - Barranc de Cabrafic - Barranc de Guaritons - Barranc de l'Amerador - Barranc de la Solana | - Barranc del Carritxal - Barranc del Mesell - Barranc del Pixador - Cala d'Enmig - Cala Baeza | - Cala de les Piteres - Cala del Morro Blanc - Cala Lanuza - Cala dels Gitanos (o de les Palmeres) - Riu Montnegre |

## Hidrografia artificial[1]
| - Bassa de la Casa Nova - Bassa del Ramellat - Bassa Redona | - Bracal de la Passió - Pou del Vincle |

## Antics nuclis poblacionals[1]
| - Ca Berenguer - Ca la Cagarruta - Ca Luisa - Casa de Conca - Casa de l'Espino - Casa de la Molinera - Casa del Raio - Casa del Senyoret de la Casa Nova - Casa Nova - Cases de la Barbera - Cases de les Canyades - Caseta de Conxa | - Caseta de Cuello - Caseta de Don Tomás - Caseta de la Ballestera - Caseta de Sales - Caseta de Xixi - Caseta dels Peons Caminers - Corral d'Alberola - Corral de la Macoca - Corral de Salvadoret - Corral Vell - El d'en Benet - El d'en Cisteller | - El d'en Coca - El Musell - El Trajo - Els Darrers - Els Flares - Finca del Verdú - Foia d'Olzina - Foia de Bernabeu - La Coveta Fumada - Quatre Camins - Venta de l'Aire - Vil·la Marco, on a l'actualitat hi ha un jardí botànic. |

## Partides del terme[1]
| - Aigúes Baixes - Alcalasí - Baranyes - Buasa - Cotoveta - El Carrirxal | - El Castellet - El Coraco - El d'Espanyoleta - El d'Iborra - El d'Onyate - El de Cerda | - El de Marc - El de Ponció - El de Sarrió - El Fabraquer - El Fondó - El Macaroves | - El Maset - El Pantanet - El Pixador - El Ramellat - El Verdú - El Vincle | - El Voladoret - La Barbera - La Duana - La Porada - La Remuda - La Sénia | - La Xorrutella - Les Canyades - Les Covetes - Varons |

## Altres llocs d'interés[1]
| - Carrer de la Totxa - Convent dels Mercedaris - Quarter Vell de Carabiners | - Torre de la Illeta - Torre de Reixes (o del Barranc d'Aigües) - Venta de Baeza | - Venta de la Remuda - Venta de Lanuza - Venta del Barranc |

## Arqueologia

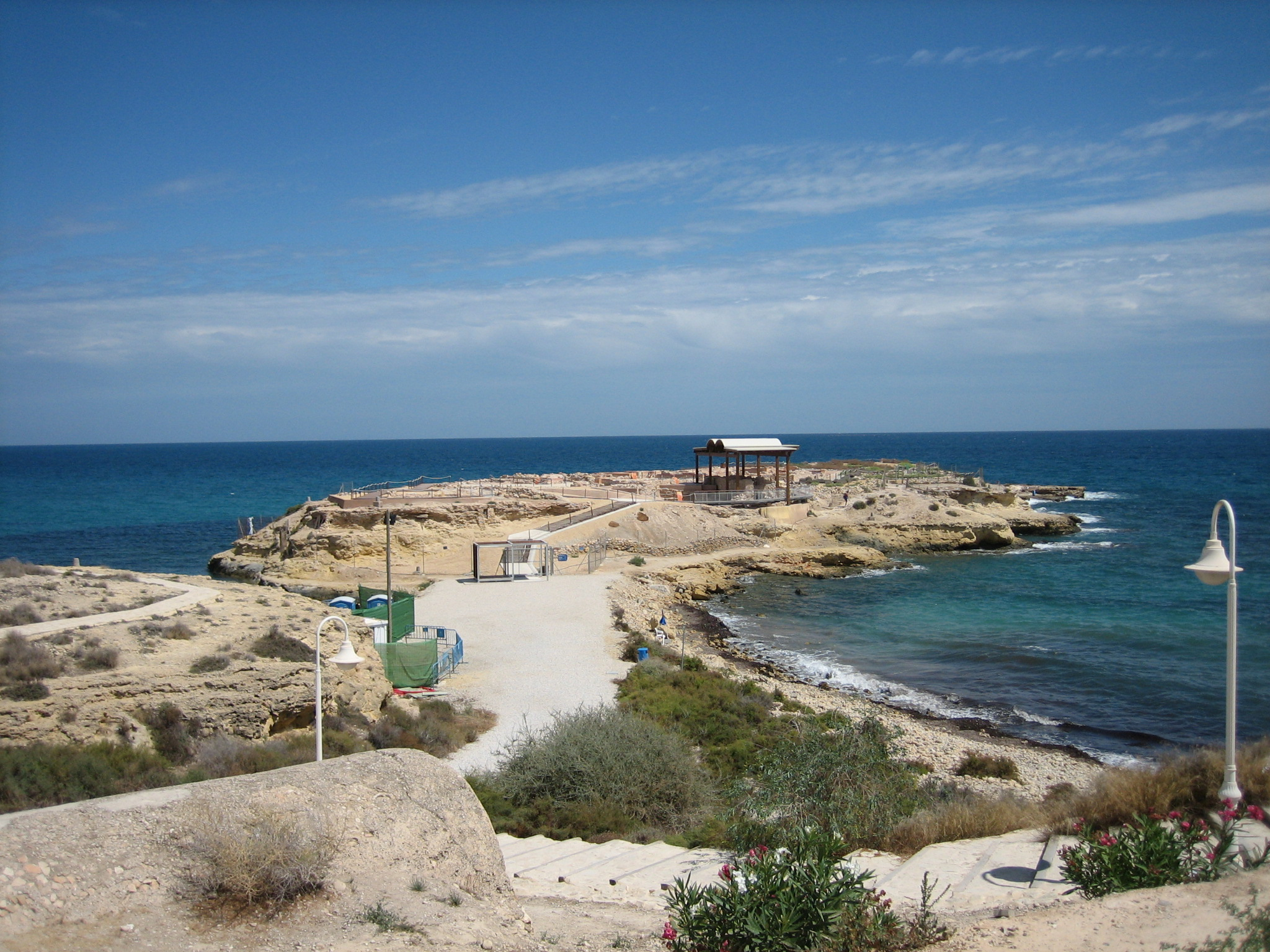
La Illeta dels Banyets

Al seu terme municipal s'han trobat restes de l'edat del bronze i dels Ibers, així com la presència d'una factoria de gàrum d'època romana o, potser, anterior.
També cal destacar els jaciments de la Illeta dels Banyets. És una xicoteta península situada junt al port que, fins als anys 40, formava una illa. El lloc presenta indicis d'ocupació des de la fi del tercer mil·lenni a.C. En època romana, sobre les runes ibèriques i prehistòriques s'alçà una vila agrícola que disposava d'unes xicotetes termes. D'esta època són unes basses, comunicades amb el mar, on eren criats peixos; estes construccions donen el nom de Els Banyets de la Reina a la zona del jaciment, ja que segons l'imaginari popular eren els banys d'una reina mora.
Entre aquest i el port actual del poble, se situa l'anomenada Torre de La Illeta, una torre de guaita construïda al segle xvi per a defensar-se de les nombroses incursions de pirates barbarescos que assolaven les costes valencianes.

## Política i Govern

### Composició de la Corporació Municipal
El Ple de l'Ajuntament està format per 21 regidors. En les eleccions municipals de 26 de maig de 2019 foren elegits 7 regidors del Partit Popular (PP), 4 del Partit Socialista del País Valencià (PSPV-PSOE), 3 de Ciutadans - Partit de la Ciutadania (Cs), 3 de Compromís pel Campello (Compromís), 1 de Vox, 1 d'Esquerra Unida-Seguim Endavant (EUPV), 1 de Podem i 1 de Renovació Democràtica Centrista Valenciana (REDcv).
| Eleccions municipals de 26 de maig de 2019 - El Campello                                                                                      |                                            |                                     |                                     |         |          |          |
| Candidatura | Candidatura                                | Candidatura                         | Cap de llista                       | Vots    | Vots     | Regidors |
| | Partit Popular                             |                                     | Juan José Berenguer Alcobendas      | 3.241   | 29,11%   | 7 ()     |
| | Partit Socialista del País Valencià-PSOE   |                                     | Vicente José Vaello Giner           | 1.889   | 16,97%   | 4 (+1)   |
| | Ciutadans - Partit de la Ciutadania        |                                     | Julio Oca Enríquez                  | 1.397   | 12,55%   | 3 ()     |
| | Més Compromís pel Campello                 |                                     | Benjamí Soler Palomares             | 1.356   | 12,18%   | 3 ()     |
| | Vox                                        |                                     | María José Sañudo Salamanques       | 783     | 7,03%    | 1 (+1)   |
| | Esquerra Unida-Seguim Endavant             |                                     | Pedro Mario Pardo Amorós            | 734     | 6,59%    | 1 (-1)   |
| | Podem                                      |                                     | Erico Quiles Centeno                | 606     | 5,44%    | 1 (-1)   |
| | Renovació Democràtica Centrista Valenciana |                                     | Eduardo Seva Román                  | 606     | 5,44%    | 1 (+1)   |
| | Altres candidatures                        |                                     |                                     | 442     | 3,97%    | 0 ( -1)  |
| | Vots en blanc                              |                                     |                                     | 79      | 0,71%    |          |
| Total vots vàlids i regidors | Total vots vàlids i regidors               | Total vots vàlids i regidors        | Total vots vàlids i regidors        | 11.133  | 100 %    | 21       |
| | Vots nuls                                  | Vots nuls                           | Vots nuls                           | 66      | 0,59%    |          |
| Participació (vots vàlids més nuls) | Participació (vots vàlids més nuls)        | Participació (vots vàlids més nuls) | Participació (vots vàlids més nuls) | 11.199  | 55,52%** |          |
| Abstenció | Abstenció                                  | Abstenció                           | Abstenció                           | 8.971*  | 44,48%** |          |
| Total cens electoral | Total cens electoral                       | Total cens electoral                | Total cens electoral                | 20.170* | 100 %**  |          |
| Alcalde: Juan José Berenguer Alcobendas (PP) (15/06/2019) Per majoria absoluta dels vots dels regidors (11 vots: 7 de PP, 3 de Cs i 1 de Vox) |                                            |                                     |                                     |         |          |          |
| Fonts: JEC, JEZ Alacant, M. Interior, Periòdic Ara. (* No són vots sinó electors. ** Percentatge respecte del cens electoral.)                |                                            |                                     |                                     |         |          |          |

### Alcaldes
Des de 2019 l'alcalde del Campello és Juan José Berenguer Alcobendas de PP.
| Període                       | Alcalde o alcaldessa                                  | Partit polític | Data de possessió     | Observacions                  |
| ----------------------------- | ----------------------------------------------------- | -------------- | --------------------- | ----------------------------- |
| 1979–1983                     | Vicent Lledó Peralta                                  | CI             | 19/04/1979            | --                            |
| 1983–1987                     | Vicente Baeza Buades                                  | PSPV-PSOE      | 28/05/1983            | --                            |
| 1987–1991                     | Vicente Baeza Buades                                  | PSI            | 30/06/1987            | --                            |
| 1991–1995                     | Javier Ruzafa Alberola                                | PSPV-PSOE      | 15/06/1991            | --                            |
| 1995–1999                     | Juan Ramón Varó Devesa                                | PP             | 17/06/1995            | --                            |
| 1999–2003                     | Juan Ramón Varó Devesa                                | PP             | 03/07/1999            | --                            |
| 2003–2007                     | María Antonia Carratalá Aracil Juan Ramón Varó Devesa | PSPV-PSOE PP   | 14/06/2003 30/10/2004 | Moció de censura PP + 1 GM -- |
| 2007–2011                     | Juan Ramón Varó Devesa                                | PP             | 16/06/2007            | --                            |
| 2011–2015                     | Juan José Berenguer Alcobendas                        | PP             | 11/06/2011            | --                            |
| 2015–2019                     | Benjamí Soler Palomares                               | Compromís      | 03/07/2015            | --                            |
| 2019-2023                     | Juan José Berenguer Alcobendas                        | PP             | 15/06/2019            | --                            |
| Des de 2023                   | n/d                                                   | n/d            | 17/06/2023            | --                            |
| Fonts: Generalitat Valenciana |                                                       |                |                       |                               |

### Composició històrica de l'ajuntament del Campello
| Legislatura | Representació municipal | Representació municipal | Representació municipal | Representació municipal | Representació municipal | Representació municipal | Representació municipal | Representació municipal | Total |
| ----------- | ----------------------- | ----------------------- | ----------------------- | ----------------------- | ----------------------- | ----------------------- | ----------------------- | ----------------------- | ----- |
| 1979-1983   | CI 5                    | PSOE 5                  | UCD 2                   | PCE 1                   |                         |                         |                         |                         | 13    |
| 1983-1987   | PSOE 7                  | AP 3                    | PDL 2                   | CI 1                    |                         |                         |                         |                         | 13    |
| 1987-1991   | PSI 5                   | PSOE 2                  | AP 2                    | CI 2                    | CDS 1                   | EU-UPV 1                |                         |                         | 13    |
| 1991-1995   | PSOE 9                  | PP 5                    | CU 2                    | CDS 1                   |                         |                         |                         |                         | 17    |
| 1995-1999   | PP 8                    | PSOE 7                  | EU 1                    | UPV 1                   |                         |                         |                         |                         | 17    |
| 1999-2003   | PP 9                    | PSOE 5                  | BLOC 2                  | EU 1                    |                         |                         |                         |                         | 17    |
| 2003-2007   | PP 10                   | PSOE 7                  | BLOC 3                  | EU 1                    |                         |                         |                         |                         | 21    |
| 2007-2011   | PP 11                   | PSOE 7                  | BLOC 2                  | EU 1                    |                         |                         |                         |                         | 21    |
| 2011-2015   | PP 10                   | PSOE 6                  | BLOC 2                  | EU 1                    | Decido 1                | IdPV 1                  |                         |                         | 21    |
| 2015-2019   | PP 7                    | PSOE 3                  | Cs 3                    | Compromís 3             | EU 2                    | PdC 2                   | CM 1                    |                         | 21    |
| 2019-2023   | PP 7                    | PSOE 4                  | Cs 3                    | Compromís 3             | Vox 1                   | EU 1                    | Podem 1                 | Red 1                   | 21    |
| 2023-2027   | PP 8                    | PSOE 4                  | Vox 3                   | Compromís 2             | XEC 2                   | EU-UP 2                 |                         |                         | 21    |

## Demografia

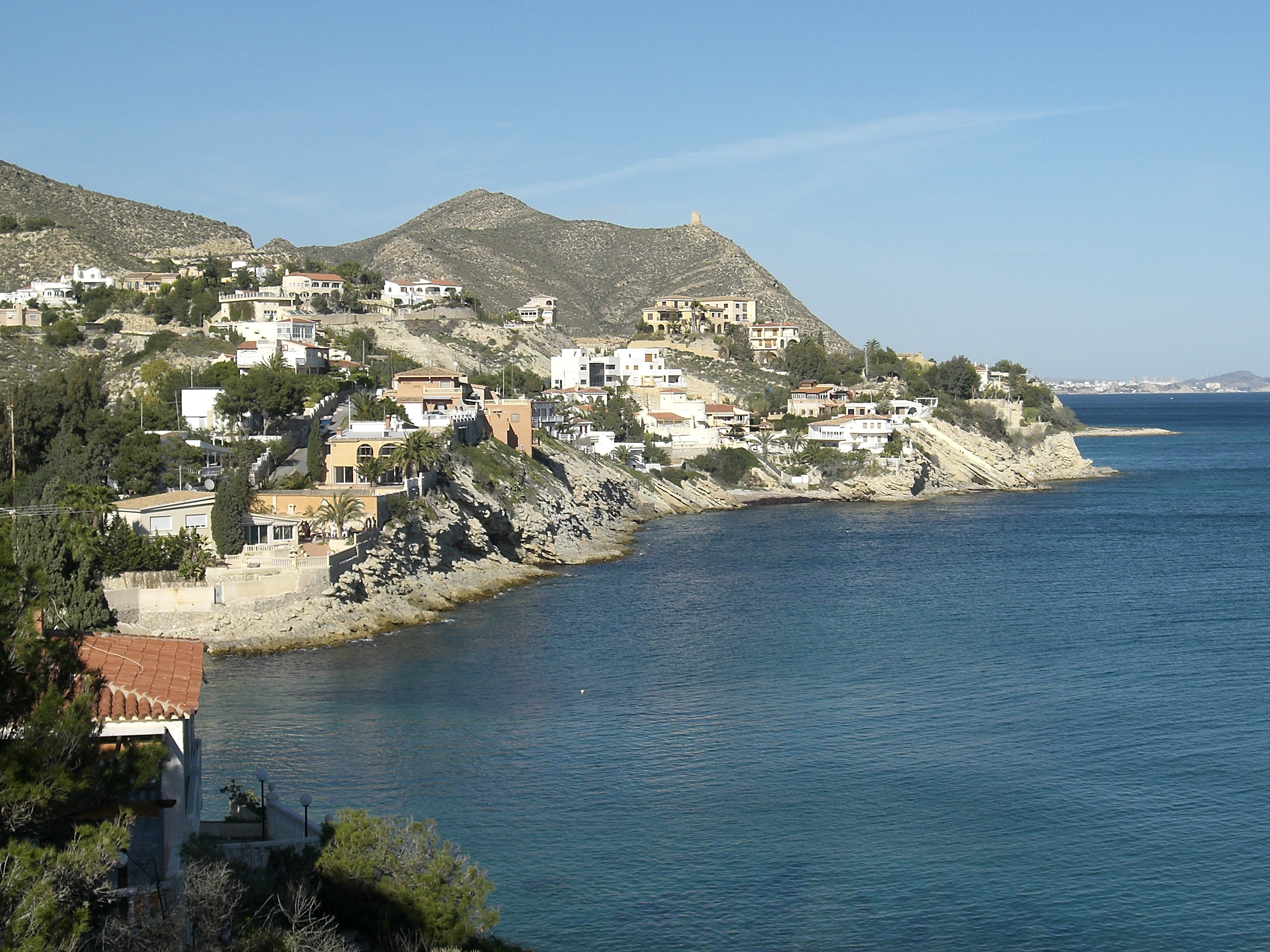
Urbanització de La Coveta Fumà

Segons el padró municipal de l'1 de gener de 2010, la població del Campello ascendia a 26.941 habitants, sent el 3r municipi de l'Alacantí i el 18è municipi de la província d'Alacant per ordre d'habitants. A esta xifra de població caldria que afegírem la població estiuenca que no es troba censada, que s'estima que supere les 70.000 persones a l'estiu. També una part molt important de la població es troba dispersa per urbanitzacions situades en una ampla franja costanera.
Presentant un gran creixement demogràfic des dels anys 70, en el període 1990-2005 la població va créixer en més d'un 100%; aquest ràpid creixement pot explicar-se per un costat pel turisme, i per l'altre pel paper creixent com una zona residencial plenament integrada en l'àrea metropolitana d'Alacant.
A data de 2022, el Campello tenia 29.409 habitants (INE).
| any  | habitants |
| ---- | --------- |
| 1910 | 3.015     |
| 1920 | 3.094     |
| 1930 | 3.144     |
| 1940 | 3.546     |
| 1950 | 3.731     |
| 1960 | 4.512     |
| 1970 | 5.767     |
| 1981 | 8.278     |
| 1991 | 10.802    |
| 2000 | 18.366    |
| 2010 | 26.941    |
| 2020 | 28.930    |

## Economia
Tradicionalment, la pesca ha estat la principal activitat econòmica del municipi (fins i tot la flota campellera s'ha dedicat a la pesca d'altura a les costes saharianes). El port també ha tingut gran importància en la creació de treball al Campello, ja que a la fi del segle xviii Antoni Valcàrcel i Pastor, príncep Pius de Savoia i comte de Lumiares, va establir en la seua pròpia quinta, dita Musey, una important drassana on fins i tot arribà a construir bucs de gran tonatge.

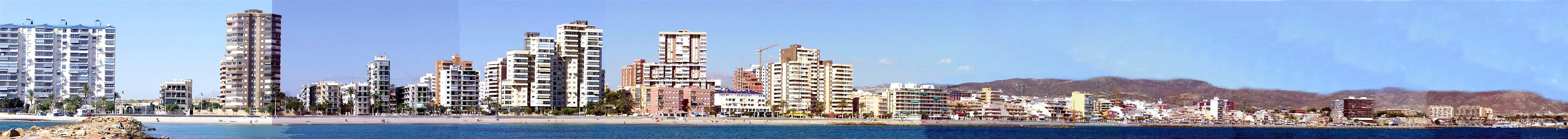
El Campello des de la mar

En l'actualitat l'economia es basa en el turisme, la qual cosa ha potenciat una gran activitat constructora d'apartaments, xalets i hotels.

## Festes i tradicions

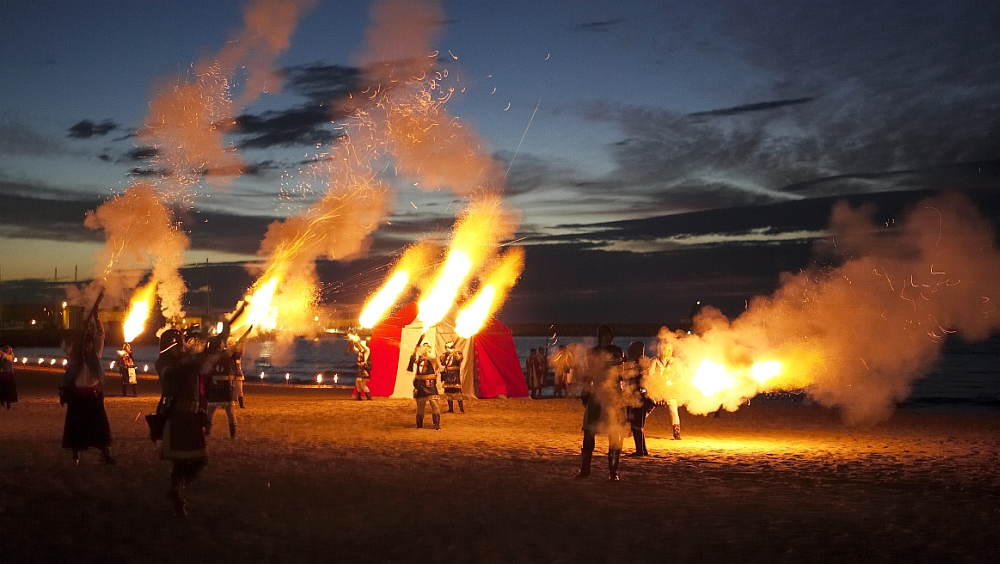
Ambaixada a la platja del Carrerlamar

- Festes de Moros i Cristians. De l'11 al 15 d'octubre tenen lloc les festes majors del municipi. El Desembarcament Moro en la platja del Carrerlamar i l'ambaixada front a la Torre de la Illeta, en la matinada del dia 12, comencen les festes més espectaculars. Molts són els actes que se celebren durant estos dies, però entre ells cal destacar els alardos i ambaixades front al castell, i especialment les desfilades que plenen els carrers del municipi de música i llum. El dia 15 se succeïxen els actes religiosos en honor de Santa Teresa i a la Verge dels Desemparats, per a finalitzar amb un castell de focs artificials.

- Festes de la Verge del Carme. Una de les festes més importants de la localitat, en honor de la Verge del Carme, patrona dels mariners. El mes de juliol s'inicia amb diversos actes, com ara espectacles, jocs o mascletades. El dia 16 de juliol, festa local, tenen lloc els actes més emotius: la processó marinera i el trasllat de la Verge a la seua ermita on se li canta, per a finalitzar amb un gran castell de focs artificials.

- Romeria de Maria Auxiliadora. El 24 de maig té lloc la festivitat de Maria Auxiliadora, que gaudix de gran devoció al municipi. La Verge és portada en romeria fins a la parròquia dels Salesians. Una volta allí, se succeïxen les celebracions concloent amb un dinar de germanor i una missa. Al final del dia, la imatge és tornada a la parròquia de Santa Teresa.

## Accesos i transports

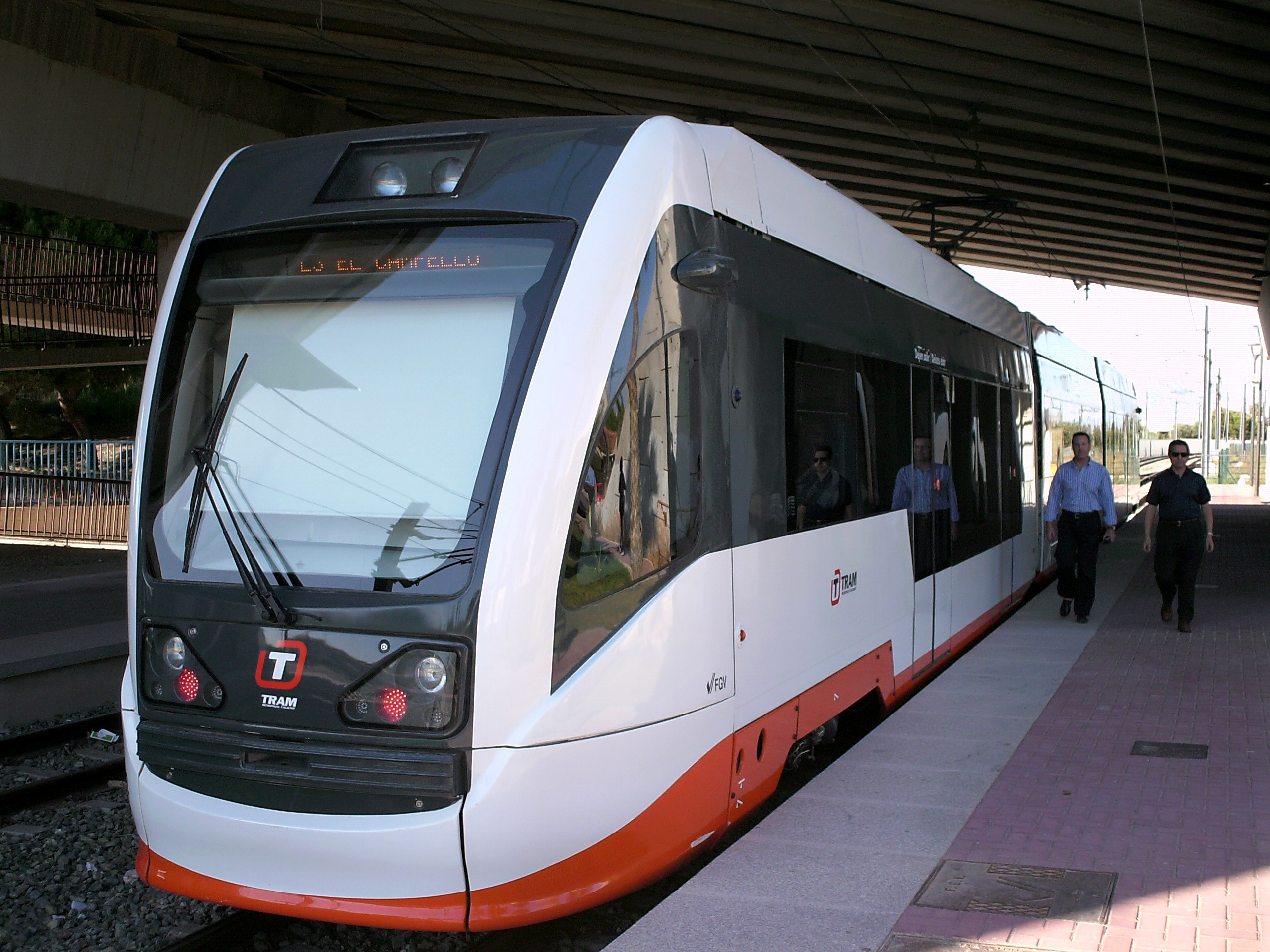
Unitat del TRAM estacionat a la parada de Lucèntum direcció El Campello

Per carretera, s'hi pot arribar al Campello per mitjà de carreteres lliures i amb peatge com l'AP-7, l'A-70 o la N-332.
Amb transport públic es pot accedir per mitjà de la xarxa d'autobussos metropolitans d'Alacant. Les línies 21 i 32 connecten El Campello amb la capital alacantina i altres municipis de l'Alacantí.
Per ferrocarril, actualment sols es pot accedir a través de les línies 1 i 3 del TRAM Metropolità d'Alacant, encara que existix el projecte del Tren de la Costa (d'Alacant a València pel litoral), presentat l'abril de 2010, que tindrà parada al Campello a més d'altres municipis de la Costa Blanca.
Finalment, al Port del Campello hi ha serveis de passatgers que connecten per mar, amb Alacant, Benidorm o l'illa de Tabarca. Estos serveis normalment són utilitzats a l'estiu per turistes i no componen part dels mitjans de transports utilitzats habitualment pels campellers per desplaçar-se.

## Platges (de nord a sud)

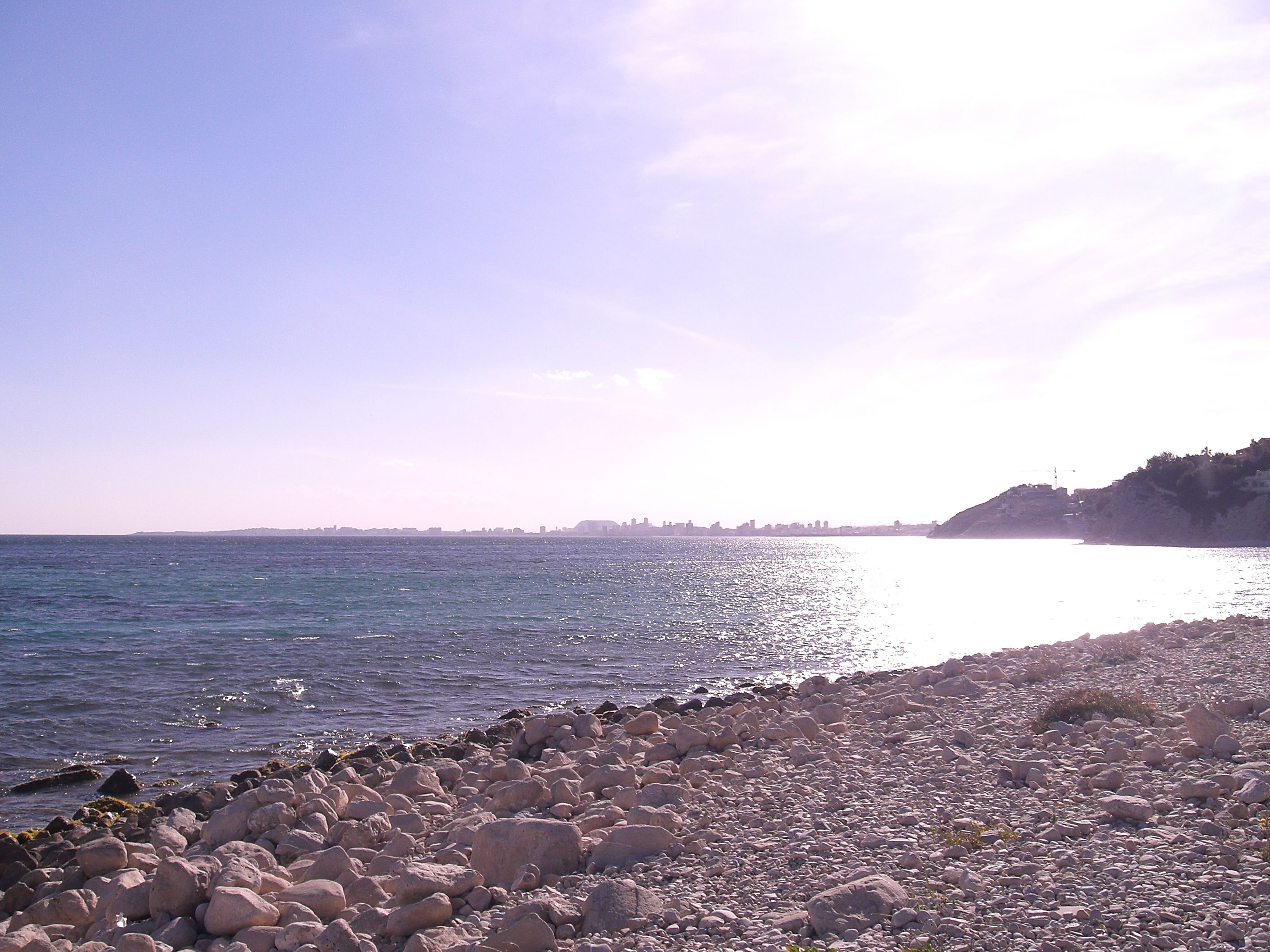
La cala del Barranc d'Aigües

- Cala Lanuza
- Cala de la Mercé
- Cala del Barranc d'Aigües
- Cala Piteres
- Cala d'Enmig
- Cala del Morro Blanc
- L'Amerador
- Platja de l'Almadrava
- Platja del Carrerlamar
- Platja de l'Horta-Mutxavista

## Personatges il·lustres
- Josep Antoni Martínez i Asensi (1969), pilotari.

## Agermanaments
- Saint-Christol-lès-Alès, Gard, Occitània, França.
- Callosa de Segura, Baix Segura, País Valencià.
- Hagunia, Sàhara Occidental.

## Imatges

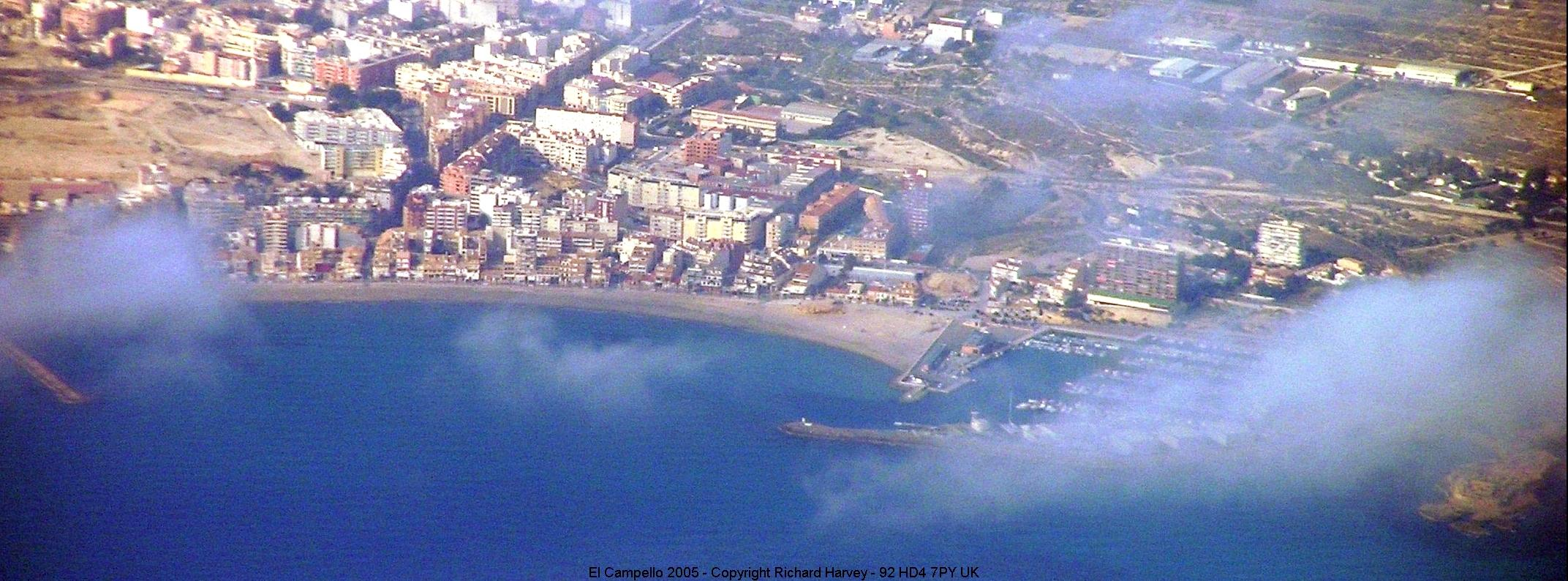
El Campello, vista aèria.
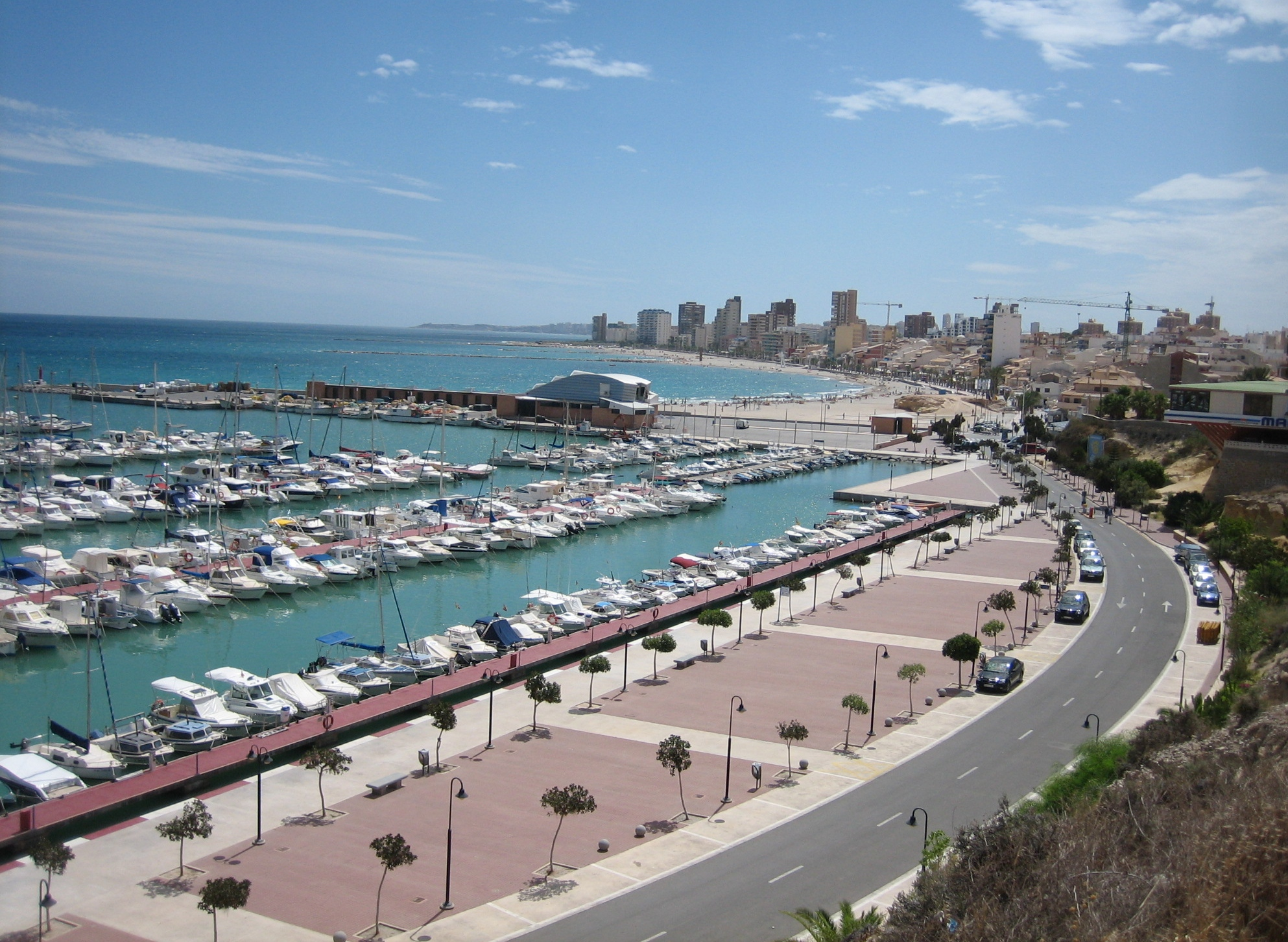
Vista de la dàrsena principal del Port del Campello.
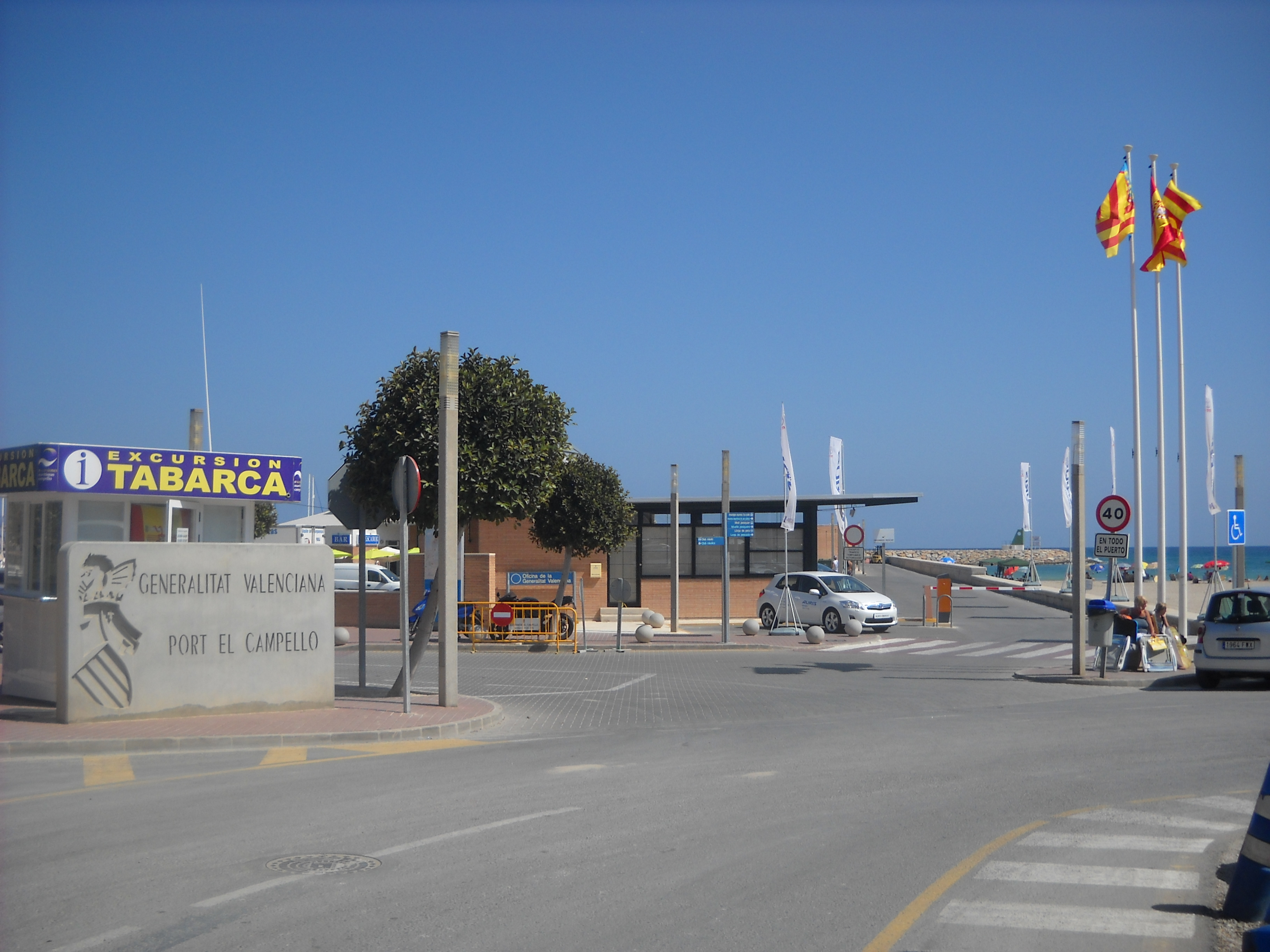
Vista de l'entrada principal del Port del Campello.